# 許哥誼
許哥誼（ホ・ガイ、1908年3月18日 - 1953年7月2日）は、朝鮮民主主義人民共和国（北朝鮮）草創期の政治家。ロシアに移民した朝鮮民族、いわゆる高麗人の代表的人物の一人であり、ソ連名はアレクセイ・イワノヴィチ・ヘガイ（ロシア語: Алексей Иванович Хегай）。朝鮮名の「ホ・ガイ」は苗字のヘガイを元に自ら名乗ったもので、本来はロシア式の名しか持っていない。

## 略伝

### 出生
1908年、ロシア帝国領ハバロフスクの高麗人家庭に生を受けた。父親は朝鮮人学校の教師であったと伝えられる。
「高麗人」と呼ばれる朝鮮人移民がロシア沿海州に流入を始めたのは、19世紀中葉のことと見られている。政府は、これらの移民を時には有益な労働力として利用し、また時には国境の不安定要素として強く警戒した。彼の生涯は、こうした時の指導者たちの思惑に翻弄されるものであった。
1911年に母が亡くなり、その数か月後に父が自殺した。兄弟と共に金山で抗夫としてしばらく働き、非熟練労働者もしくは小さな商売をする行商人として生計を立てていた叔父に育てられた。当時高麗人たちの多くは経済的苦境に身を置いていたが、それは若いヘガイにも同様であった。1920年、ハバロフスクのタバコ工場で働き始めたが、新聞売りや理髪店の見習い、日雇い労働者と何度も職を変えなければならなかった。ただ彼は読書好きであり、様々な職に身を投じながらも学業に励んだ。
ヘガイは朝鮮人学校に行き、そこからロシア人中学校に進学した。

### ソ連時代
1924年、共産党の青年組織であるコムソモールに加盟。1926年ごろから将来を期待された専従職員として多くの会議や集会に出席し、1930年11月、22歳でソビエト連邦共産党の一員となった。この時推薦人となったのは、当時の高麗人社会の指導者的存在であったアファナーシー・キムと極東地方コムソモール委員会書記のリソフスキーである。以後も順調な昇進を続け、1936年末には高麗人の自治地であるポシェト朝鮮民族地区のコムソモール第一書記に、また翌年には同地区の党第二書記にそれぞれ就任した。なおこの時の同僚活動家たちが、後の北朝鮮草創期における「ソ連派」の中核を占めることとなる。
しかし日本とソ連との間に緊張感が高まるにつれ、高麗人たちは厳しい監視下に置かれる。彼らの住む地域は国境を挟んで日本領に隣接し、そしてその国境の向こうにはその民族的同胞である朝鮮人たちが暮らしている。スターリンはこの高麗人居住地が日本のスパイの温床となることを恐れた。実際には高麗人のほとんどはソ連政府を支持していたが、日本軍がこの地で朝鮮人を使って諜報活動を行っていたのもまた事実であった。スターリンは彼ら高麗人に強い猜疑心を抱き、高麗人が国境地域にいる限りスパイの侵入は続くと考えていた。
かくして日本との関係を疑われた高麗人党幹部たちは、次々と粛清されていった。第一人者であったアファナーシー・キムも、1936年関東軍と通じて反ソ暴動を企図したとして逮捕される（1938年処刑）。ヘガイも例外ではなく、役職を解かれ、党を除名されてしまう。
そしてスターリンの疑念は、ゲンリフ・リュシコフの指揮の元1937年から行われた、全高麗人の中央アジアへの強制移住という暴挙に結実する。多くの悲劇をもたらしたこの強制移住であったが、しかしヘガイはこの移住のドサクサにまぎれて官憲の目を逃れ、粛清を免れることに成功した。
1939年、ヘガイは復党を認められる。第二次世界大戦においては、ウズベキスタンの地区党委員会書記などを務め、党の中堅幹部として活躍した。

### 朝鮮労働党創立者として
終戦後ソ連政府は自らの指導下にある朝鮮民族の共産党員たちを、自軍の占領する北部朝鮮へ送り込んだ。彼らは当初、ソ連側の通訳官という立場に過ぎなかった。しかし彼らは絶対的な権威を持つソ連側との繋がりを武器に、やがて同胞である朝鮮人社会の主導権を握ることとなる。こうした状況は「通訳政治」とも呼ばれる。そしてその通訳たちの中心を占めたのが、かつて沿海州に暮らし、今は中央アジアの地に住む朝鮮人移住者＝高麗人たちであった。ソ連からのこうした「高麗人」派遣は、計画的・組織的に行われ、党組織などについての教育を受けた高麗人たちが、続々と「母国」朝鮮の地を踏んだ。許哥誼という朝鮮式の名を名乗るようになったかつてのアレクセイ・ヘガイも、その一人であった。

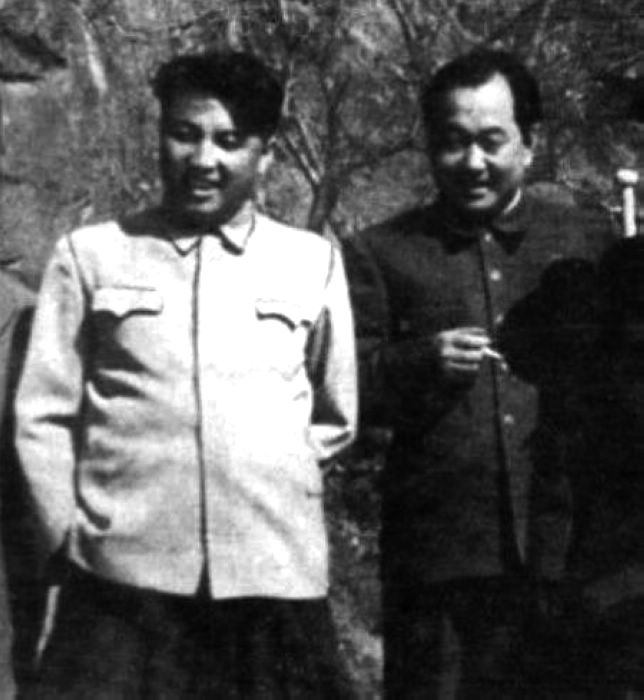
金日成と許哥誼（右）

彼らは権力の中枢に立った金日成――彼もまたソ連軍大尉の軍歴を持つ広義の「通訳」の一人であった――とともに、この朝鮮の地に強力な社会主義国家を建設すべく活動した。とはいえ、その幹部と目された人物たちは、社会主義者という共通点こそあれ、その出自、経歴、背景は様々であった。金日成は満州を中心に活動したパルチザン出身、朝鮮半島において長らく地下活動を続けてきたものもあれば、中国共産党の指導下にあるものもあった。その中で高麗人グループは「ソ連派」の名で呼ばれ、実務経験豊富な許哥誼はその首魁と見做された。
金日成は元々軍人であり党組織などの実務面には疎かったため、朝鮮労働党創立、朝鮮民主主義人民共和国建国に当たり中心的な役割を果たしたのは、許哥誼を初めとするソ連派の人物たちであった。新たに組織された内閣においては、許哥誼は四人の副首相の一人に就任し、後に党副委員長、党書記などを歴任した。「党問題の教授」と呼ばれたことからも分かる通り、党組織の運営は専ら彼の手に委ねられることとなった。
ソ連派は、許哥誼を初めとして、権力の中心に立つよりは専門家として一歩引いた立場から実権を握った。建国当初の各省庁の副相が、全てソ連派で占められていたことはその象徴的な構図である。一方で党においては中央委員の四分の一、政治局員の三分の一を占め、さらに各地方の責任者をソ連派で独占するなど主導権を握った。一方でそれは「派」という名に反して、出自を同じくするほかは緩やかな繋がりしか持たないグループでもあった。彼らのリーダーが許哥誼であることは衆目の一致するところであったが、それは必ずしもソ連派の党員が許哥誼個人に忠誠を誓うことを意味しなかった。とはいえ後年の金日成の糾弾に従えば、彼らは強い連帯意識を持つ厳然たる「派閥」であり、許哥誼は彼の功績によって建国された北朝鮮において、今やナンバー3の地位を占める最高幹部の一人となっていた。

### 失脚
許哥誼は金日成同様、大韓民国打倒による朝鮮半島統一を主張していた。これに冷淡だったスターリンも、中華人民共和国の成立による東アジア情勢の変化もあって、アメリカの介入は避けられると判断、ついにゴーサインを与えた。
1950年6月、朝鮮戦争勃発。しかし早期決着を狙った思惑は外れ、戦線は膠着した。金日成は開戦を主導した自分の責任に半ば頬かむりする形で、他の幹部へ強い批判を行った。許哥誼は当初これに同調し、その声明を代筆したといわれている。しかしこうした金日成の姿勢に非難が集まると、転じてナンバー2・朴憲永とともに金日成に批判的な立場に立った。
これに対して金日成は、自己の権力基盤強化のため、許哥誼の追い落としを図った。許哥誼は形の上でこそナンバー3の幹部に過ぎなかったが、実際には党組織全体を掌握し、そして同時にソ連の代理人というべき立場にあった。権限集中を狙う金日成にとっては、まさに目の上のたんこぶというべき存在だったのである。
1951年11月、労働党第四回全員会議で、金日成は党組織についての問題点を批判した。当時戦争の混乱もあって、労働党員の数は伸び悩んでいた。これは党を脱退した人間が多かったことに加え、敗走時に党員証を紛失した党員に、厳しい態度で望んだことが原因だったとされる。金日成はこの官僚的姿勢を徹底的に批判して、党の更なる拡大方針を打ち出したのである。金日成はその名を一度も出さなかったが、党運営に対する批判は即ち、その責任者である許哥誼への批判そのものであることは、明白であった。許哥誼は、直ちに全面的な自己批判を行い、金日成の前に屈服した。
彼は党副委員長、党書記の地位を外され、代わりに副首相の地位に就いた。名目上は許哥誼はなおも政権の中枢に留まったが、党の実務から切り離されたことで、彼はその権力基盤を喪失することとなった。そもそも、ソ連本国と強いパイプを持つソ連派のリーダーである許哥誼を党運営から外すことは、モスクワの支持なしには不可能であったはずである。即ちこの失脚は、許哥誼をソ連、スターリンが見捨てたことを意味した。また「ソ連派」の同志たちもこれを黙過した。
党の実権を握った金日成は、積極的な党員獲得策に出た。こうして新たに加わった多くの党員たちは金日成個人に忠誠を誓い、党における許哥誼の影響力は完全に払拭されるに到った。

### 死
許哥誼への追求はこれに留まらなかった。朝鮮戦争終局に向け、金日成は更なる粛清を敢行した。そのターゲットとなったのが、金日成と並ぶナンバー2であり、朝鮮戦争に際して二頭体制を形成した朴憲永であった。朝鮮共産党初代リーダーであり、「国内派」の首魁と目された彼に向けられたのは、アメリカ軍との密通と金日成に対するクーデターの容疑であった。
そして国内派の人物が次々と逮捕されていく中、許哥誼は突然死去した。1953年7月2日のことであった。その死は自殺であると発表された。
許哥誼はその直前、戦火で破壊された居住区の復興についての消極的な姿勢を糾弾されていた。また個人的に親しかった朴憲永の失脚・粛清は、彼の絶望をより深いものにしたと考えられている。この時点で彼自身には追及の手は伸びていなかったが、それも時間の問題、と彼が悲観したのは想像に難くない。追い詰められた彼には、後にソ連派のメンバーがそうしたように、ソ連国内へと「帰国」する道もあった。しかし、彼を批判する人間の中には、ソ連派のかつての同志もいた。彼はこれを、ソ連が彼を見限ったことを示す最後通牒であると判断し、「帰国」を諦めたと考えられている。
一方でこの死には不審な点が指摘されており、実際には金日成による処刑であったとも言われている。許哥誼は死の2日前、ソ連側の参事官・スーズダリョフを訪ね、自らが批判され、副首相の任を解かれそうだということを語った。彼には対外貿易相への降格人事が示唆されていたが「金日成が信用できない」とも述べた。そしてその直後、彼は遺体で発見されたのである。

### その後
許哥誼の失脚を支持したソ連派有力者たちであったが、1956年、中国系の延安派と組んでクーデターを企図する。これはスターリン批判に呼応したものであったが、結果彼らはカウンター・クーデターにより権力の座から一掃された。この出来事は8月宗派事件と呼ばれている。ソ連の影響力排除を狙う金日成にとって、彼ら「お雇い外国人」的な勢力はもはや用済みでしかなかったのである。
処刑を免れた人間は中央アジアの地に「帰国」し、ここに北朝鮮におけるソ連派は壊滅した。

## 親族
- アンナ・イノケンティヴナ・リ：1908年生まれ、朝鮮名李スンイ、1927年秋結婚、ヘガイとの間に4人の娘と1人の息子を持つ[4]。1947年結核により死亡[5]。
- ニーナ・ツォイ：1949年1月1日結婚、崔表徳の娘[6]。ヘガイの死後、父と共にソ連に帰国[7]。

## 人物
兪成哲は許哥誼について、才能があり実務は出来たが、人格的に一国の指導者になれる器量を持ち合わせていなかった。ひどい酒飲みで、飲めば飲むほど酒癖が極端に悪くなる人物で、大酒を飲んで何度も醜態を演じ、このためソ連占領当局とは必ずしも全面的な信頼関係を築けなかったという。
ホ・ガイや名前の元となったヘガイのガイは朝鮮系ソ連人では「～家の人」という意味で使われる言葉だが、朝鮮の黄海道や平安道などの地方では犬を指す方言として使用されており、地方によっては「奴」いう意味の俗語で使われていた。ソ連系朝鮮人に対する北朝鮮の人々の反感もあって、ホガイという改名を忠告する人物はいなかったのだろうと言われている。
許哥誼という名前を提案したのは金枓奉であったとされる。噂によると金枓奉は接尾辞の「gai」を名前にして「哥誼」にしたという。北朝鮮で許哥誼と働いた多くの者がこの話に言及しているが、彼らの誤解である可能性もあった。